# Diasia michaelseni
Diasia michaelseni is een hooiwagen uit de familie Triaenonychidae.